# Legio XXVIII
Legio XXVIII — римський легіон часів боротьби Гая Юлія Цезаря за владу у Римській республіці.

## Історія
Було сформовано Гаєм Юлієм Цезарем наприкінці 47 року до н. е. після його повернення зі Сходу. Він повинен був доповнити армію цезаріанців напередодні африканської кампанії проти помпеянців. У 46 році до н. е. відзначився у війні в Африці, зокрема у битві при Тапсі того ж року.
У 45 році до н. е. брав участь в битві при Мунді, де Цезар здобув остаточну перемогу над помпеянцями. Після цього легіон готувався до відправлення на Балкани, а потім для участі у Парфянській кампанії Цезаря. Втім у 44 році до н. е. того було вбито. У 43 році до н. е. підтримав сенат у боротьбі з Марком Антонієм.
У 42 році до н. е. був у складі армії Октавіана та Антонія, які у битві при Філіппах перемогли республіканців. Ветерани легіону отримали землі у новій римській колонії — Переможців при Філіппах (Colonia Victrix Philippi). У 36-33 роках до н. е. брав участь у військових походах до Великої Вірменії та Парфії в складі армії Марка Антонія.
У 33-31 роках до н. е. легіон розташовувався в Малій Азії, потім в Фессалії. У 31 році до н. е. брав участь у битві при Акціумі на боці Антонія. Після втечі останнього, легіон здався прихильникам Октавіана. Втім останній того ж року його розформував.